# Reboot
Reboot je hrvatski mjesečni časopis. Teme koje najčešće obrađuje uključuju igre za sve konzole, kućna računala i prijenosne uređaje te sve aspekte gamerskog života uopće.
Reboot je nastao kao nasljednik časopisa Next Level. Osnovali su ga novinari koji su do gašenja kreirali časopis Next Level. Gotovo nepromijenjeni novinarski tim ranije je radio na časopisima Hacker, PSX i GamePlay.

## Vanjske poveznice
- Službena stranica